# Szántó György Tibor
Szántó György Tibor (Budapest, 1952. április 8.) magyar történész, műfordító, könyvkiadó.

## Művei
- Anglia története; Kozmosz Könyvek, Bp., 1986
- Anglikán reformáció, angol forradalom; Európa, Bp., 2000
- Csengery Antal; Akadémia, Bp., 1984 (A múlt magyar tudósai)
- Fejezetek az akadémiai könyv- és folyóiratkiadás történetéből; MTA Könyvtár, Bp., 1983 (A Magyar Tudományos Akadémia Könyvtárának közleményei)
- Idegen kezek; vál., szerk., előszó, jegyz. Szántó György Tibor; Kozmosz Könyvek, Bp., 1988 (A magyar irodalom gyöngyszemei)
- Oliver Cromwell. Egy katonaszent élete és kora; Maecenas, Bp., 2005[1]

### Műfordításai

#### Kurt Vonnegut
- Éden a folyónál;
- Galápagos;
- Halálnál is rosszabb: életrajzi jegyzetek az 1980-as évekből;
- Míg a halandók alszanak;
- Mi szép, ha nem ez?: a vonnegutizmus alapjai;
- Ördögcsapda: új és kiadatlan irományok háborúról és békéről;
- Az ötös számú vágóhíd avagy A gyermekek keresztes hadjárata: szolgálati keringő a halállal;
- A repülő macska;
- Virágvasárnap.[m 1][1]

#### Robert Cormier
- Csokoládéháború;
- A csokoládéháborún innen és túl.[1]
- Az első halál után;
- Én vagyok a hunyó!;